# Galantina

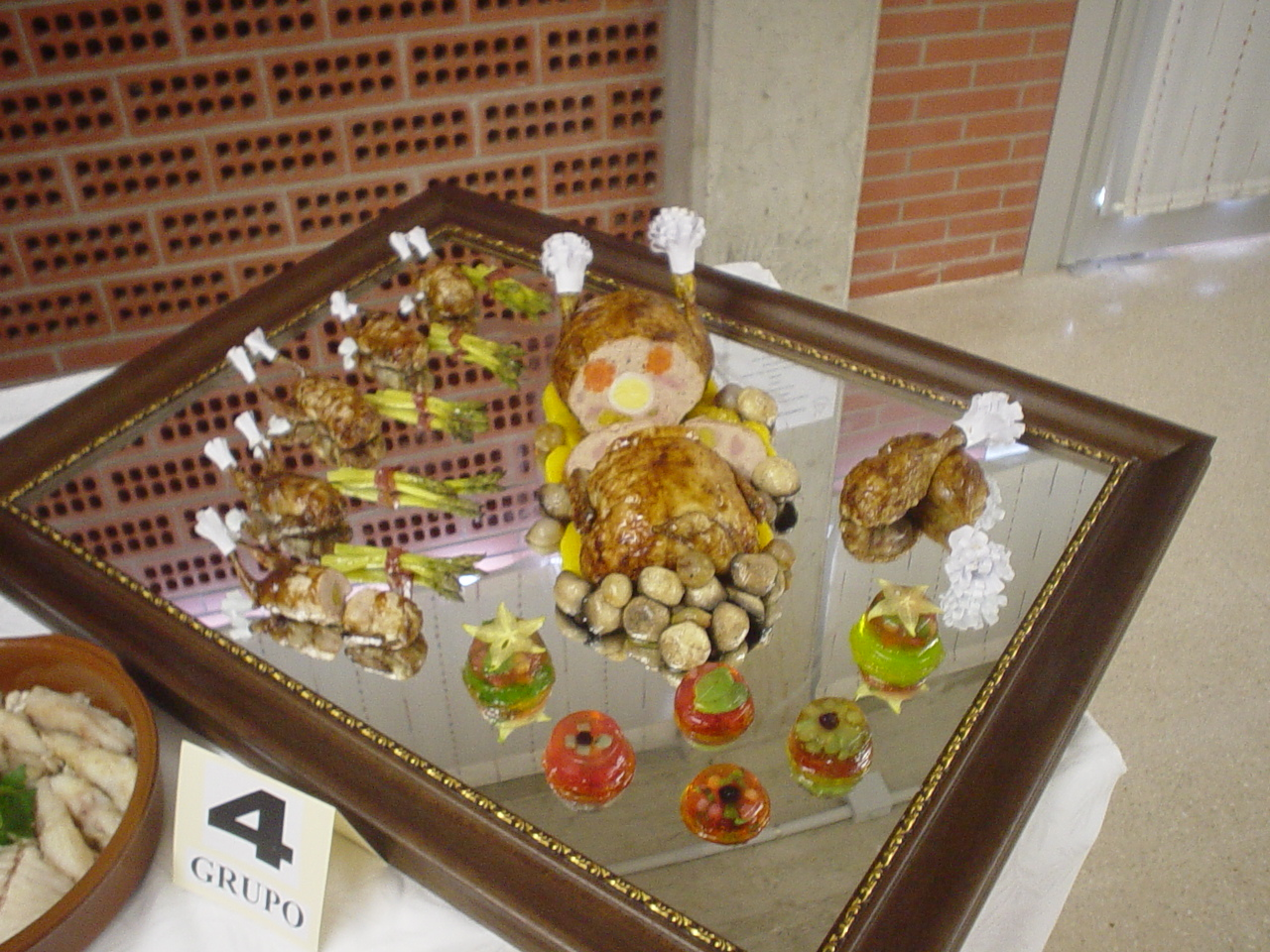
Galantina de pato.

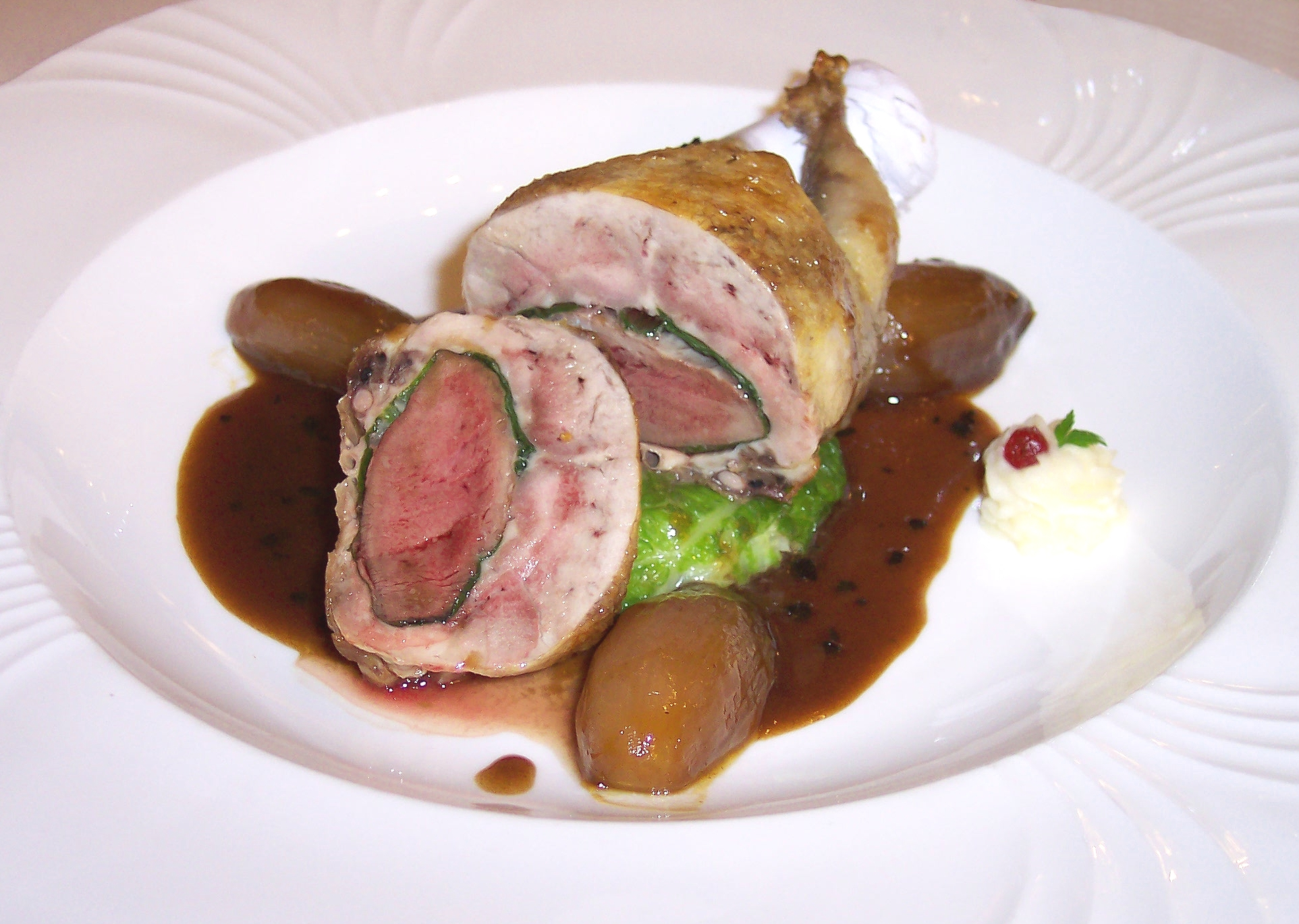
Galantina de codorniz con filete de pichón.

La galantina es un fiambre francés compuesto por carne deshuesada rellena, comúnmente de ave o pescado, que se cuece a fuego lento y se sirve fría, cubierta con aspic. Las galantinas se rellenan a menudo con farsa, y se prensan para darles forma cilíndrica. Debido a que deshuesar aves se considera difícil y laborioso, este plato se considera bastante elaborado, por lo que a menudo se decora profusamente, de donde procede su nombre. A finales del siglo XIX la técnica ya había sido atribuida al chef del marqués de Brancas,
En la Edad Media, el término galauntine, quizás con las mismas connotaciones de galantería, o galantyne aludía a cualquiera de las varias salsas elaboradas a partir de raíz molida de galangal, prensada y sazonada con sal y pimienta negra. El plato a veces se cocía o hervía a fuego lento antes o después de prensarlo, y a veces se dejaba crudo, según la receta. La salsa se empleaba con pescado y anguilas, y también con ocas y venados.